# Nagykozár
Nagykozár (németül: Kosar, horvátul: Kozar) község Baranya vármegyében, a Pécsi járásban.

## Fekvése
A Mecsek déli lábainál, a Baranyai-dombság vidékén fekszik, Pécs délkeleti szomszédságában; a megyeszékhely központjától mintegy 7 kilométer választja el, de Újhegy városrész első házaitól alig 500 méterre helyezkedik el.
A további szomszédos települések: észak felől Bogád, északkelet felől Romonya, kelet felől Ellend, délkelet felől Magyarsarlós, dél felől Szemely, délnyugat felől pedig Kozármisleny.

### Megközelítése
Csak közúton közelíthető meg: Bogád nyugati széle felől az 5611-es útból délnek kiágazó 56 122-es számú mellékúton, vagy Újhegy felől egy, az 578-as főútból (az Újhegyi útból) kiágazó önkormányzati úton (Nagykozári út).
Vasútvonal nem érinti.

## Története

### A történelem előtti időkben
Az újkőkorszak késői szakaszában, i. e. 2800–2500 között, a mai Baranya vármegye területén a lengyeli kultúra képviselői éltek. Maga a kultúra a Dunántúlon őshonos vonaldíszes kerámia népének és a délkelet felől benyomuló bánáti kultúra hatásainak összeolvadásából és további fejlődéséből keletkezett. Egyik fontos lelőhelye volt e kultúra régészeti leleteinek a mai Nagykozár területe is. Az úgynevezett Zamajur-dűlőben, amely a történelem során sokáig lakott hely volt, egy terepbejárás során telepkerámia került elő. A felszíni leletekkel rögzített lelőhelyeken több esetben megfigyelték az egymástól elkülönülő telepcsoportok foltjait.
A kőrézkor középső szakaszában, i. e. 2300–2100 között, a nagyobb régióban a Bolerázi csoport élt. Ők lényegében a Baden-péceli kultúra legrégebbi népe. A mai Baranya területén rájuk vonatkozóan Nagykozáron is találtak régészeti leleteket. A Zamajur-dűlőben meglelt leletcsoportból Kiss Attila terepbejárása nyomán kerültek elő felszíni gyűjtésű cserepek.

### A római kortól a honfoglalás körüli időkig
A rómaiak korában a mai Baranya vármegyét átszelte a korszak egy jelentős transzkontinentális útvonala, amely a mai Szávaszentdemeterból indult ki, áthaladt Nagykozáron és Pécsett is. Ebből a korszakból a községben a feltárások során oroszlános sírtöredék bukkant elő.
A népvándorlás korából Nagykozáron 6-9. század közötti avar kori lelőhelyet találtak. A Zamajur-dűlőben 1963-ban mélyszántással sírokat bolygattak meg.
Nagykozár neve, a Kozár helynév, a kabarokkal a magyarsághoz csatlakozó kozár néptöredék itt letelepített csoportjára emlékeztet, akiket Belső-Ázsiából nyugatra vándorolt nomád türk népként ismerünk. A falut a tatárjárásig a kazárok földjeként is emlegették. A falu a honfoglalást követő első századokban létesült. Egyes források a néveredetre vonatkozóan szláv származtatást feltételeznek – tévesen. A megkülönböztető szerepű Nagy előtag Kiskozár (Kozármisleny) miatt került az elnevezésbe.

### A település a középkorban és a török időkben
Nagykozár neve az 1332-es pápai tized-összeírásban Kosar alakban írva fordul elő, mint plébániahely, így nyilván temploma is volt. Későbbi oklevelekben Kozár és Kazaj írásmóddal említik, majd 1542-ben először Naghkozárként szerepel. Ekkor Tárnok János birtoka volt 4 portával. Az 1543-1566 közötti időszakban – ezek az évszámok a vármegye török kézre kerülését és Sziget várának elestét jelzik – a falu Macedóniai Miklósé, majd a Horvathy családé, aztán több kisebb nemesé. Nagykozár a török időkben részben elnéptelenedett. A területen a 16. század végén, a 17. század elején már alig dolgozott római katolikus pap. Egy 1620-as feljegyzés szerint Bogádon egy fiatal, nőtlen világi hitszónok szolgált, akinek a területéhez tartozott Nagykozár is.

### A 18-19. század
A falu a török kiűzésének idején elnéptelenedett, pusztává lett, majd egy 1711-ben keletkezett összeírás szerint 9 család élt itt. Birtokosa ekkor Levenau, majd 1717-ben Bana János, a bellyei uradalom prefektusa vásárolta meg. Innen kezdve neve Bana-Kozár formában jelenik meg. A faluban ekkor már horvátok és magyarok élnek, majd az 1740-es években megkezdődött a németek betelepítése is.
Nagykozáron 1785-1786-ban két malom működött. A településen 1810-ben már folyt oktatás, de a tanító iskola hiányában a gyermekeket otthonában tanította. Egy adat szerint a terület 1820-ban a közbirtokosoké 40 telekkel. A tanító 1829-ben a nagykozári születésű Virt Máté, aki jól beszélte a németet, de törve a horvátot és a magyart is.
Az 1848-as polgári forradalom előtt a községben 111 család élt. Szántóföldi növénytermelés és az állattenyésztés jelentette megélhetés forrását és nagyjából egyensúlyban volt. Az igavonásban még inkább az ökröt használták, de lassan már felváltotta a ló, bár utóbbit a hozzáértők kereskedésre is tenyésztették. Sertést átlagosan családonként egyet tartottak, viszont jelentős volt a juhtenyésztés. Ekkor a határ nagysága 2070 hold és 973 négyszögöl volt. Hozzátartozott Zsemenye puszta. Rendelkeztek községházával, iskolával, jégveremmel, patakmalommal, vágóhíddal, faiskolával. A szőlőt viszont a filoxéra szinte teljesen kipusztította.

### A 20. század
A századforduló után megindult a település kulturális fejlődése: római katolikus olvasókört 1911-ben, a könyvtárat 1912-ben hozták létre. Ugyanekkor bővítették az 1900-ban alapított állami elemi népiskolát. Ez az iskola 1924-ben magyar tanítási nyelvű intézmény lett, amelyben kiemelt óraszámmal tanították horvátul és németül az írást, az olvasást és a hittant. A körjegyzőséget ekkor Nagykozár központtal Hásságy, Magyarsarlós, Romonya és Püspökbogád községek alkották.
Nagykozáron 1939-ben alakult meg a Magyarországi Németek Népművelődési Egyesülete helyi választmánya, majd 1941-ben a Magyarországi Németek Szövetsége nagykozári csoportja.
A falu 1944. november 29-én került a szovjet csapatok kezére. A németek kitelepítése több családot érintett. Nem sokkal ezután, 1949-ben alakult az első termelőszövetkezet. 1961-ben ezt egy újabb követte, amely később a bogádi termelőszövetkezetbe olvadt. A községi tanács 1950-ben jött létre, 1966-ban pedig Nagykozár, Romonya és Bogád Községi Közös Tanácsot hoztak létre. A körzetesítés érintette az általános iskolát is, hiszen először a felső, majd az alsó tagozat is megszűnt. A rendszerváltást követően a bogádi tsz tagjainak száma minimálisra csökkent. A földek mintegy kétharmada kárpótlás és részarány útján magántulajdonba került, míg egyharmada a tsz-é maradt. A tulajdonosok egy része kis csoportokba tömörülve műveli földjét, de a terület 70%-a parlagon maradt.

## A település jelenkora a rendszerváltás óta
Az 1990 októberében történt első önkormányzati választások alkalmával a falu polgárai a volt tanácselnököt, Bakonyi Jánost választották meg a falu polgármesterének. A polgármester és a képviselő-testület nagyobb munkái közé tartozott az 1990-1994 ciklusban a falu vezetékes gázzal való ellátása 1993-ban. Ugyanezen időpontban pályázaton nyert pénzből a volt iskola épületét idősotthonná alakították át, mely nappali és bentlakó otthona lett az idős embereknek. Ebben az időben a falu lakóinak lélekszáma az 1980-as évek végén értékesített telkek miatt 800-900 fő volt.
Az 1994-es választások során a falu új polgármestere dr. Szentirmayné Kiss Mária lett. A megválasztott polgármester és képviselő-testülete az 1994-1998 ciklusban igen radikális módon változtatott a falu polgárainak életén. Akkor már vagy 40-50 éve a falu lakóinak óhaja volt többek között egy, a községet Pécsújheggyel összekötő út megépítése, ami a zsákfalu állapot részbeni megszüntetésével is járt. A 4 méter széles összekötő út megépítése 30 millió forintos beruházásként, mintegy 60%-os pályázati támogatással valósult meg, a szükséges önrészt a település egy mezőgazdasági ingatlan eladásából fedezte. A falu betelepült új lakói kérésére ugyanezen évben az akkor 34 fős óvodát 60 férőhelyessé alakították át. Itt a szükséges beruházáshoz úgynevezett „kezdő” tőkét, az 1 millió forintot az akkori Nemzeti Kisebbségi Hivataltól kapták, mivel az óvoda mindig is délszláv, illetve horvát nemzetiségű volt. A bekerülési költséghez szükséges 9 millió forintot az 1993. évben kiépített gázközművagyon megállapított pénzösszegéből biztosították.
A kárpótlás során a tsz felé bejelentett földingatlanból az előző ciklusban megkezdett és a Petőfi Sándor utca folytatásában kialakított 20 lakótelek közművesítését is befejezték saját erőből. Kisebb pályázatokon nyert pénzekből, az úgynevezett „vis maior” pályázatokon nyert összegből és saját erőből ebben a ciklusban több más beruházás is történt még a falu életében. Az 56 122-es számú bekötőút betorkollásánál lévő „delta” takarítását, szemetét elhordva, az akkori Erdőgazdasághoz benyújtott bejelentés során kapott pénzből és társadalmi munkából kialakították a jelenlegi parkot. Itt ekkor épült meg a delta két oldalán az út felületi zárással, illetve aszfaltozással. Saját erőből átalakították a szinte már romjaiban heverő kultúrház belső részét. Az előző ciklusban eladott orvosi rendelő helyett a háziorvosi rendelést a kultúrház egy részébe telepítették, melynek teljes berendezését, felszerelését az önkormányzat állta. A nagy esőzések elleni védelem gyanánt egy pályázaton nyert pénzből megerősítést kapott a Bogádi utca elején lévő partoldal, valamint a kultúrház mögötti rész is, és kialakították a Szövetkezet utcai árkot a vízelvezetés biztosítására.
Az írásos emlékek 200. évfordulójára megjelent a falu történetéről szóló könyv, az írásos emlékek alapján elkészült a falu címere, zászlaja is. Azóta az önkormányzat minden évben az úgynevezett Vendel-napi búcsú előtti szombati napon tartja a Falunapot, annak emlékére, hogy ezen a napon történt meg a zászló és címer felszentelése.
A régi elnevezésű Öregek Napközi Otthona az alapító okiratának módosításával Időskorúak Otthona lett, mely átdolgozással a normatív állami támogatás a háromszorosára nőtt, így csökkent a fenntartási költség, megtörtént az otthon tetőszerkezetének javítása is, illetve a temető ravatalozójának teljes tetőszerkezetét külsőleg felújították a "vis-maior" keretből, melyet a Belügyminisztérium pályázatán kaptak. Kijavítottak több utat és árkot és átépítették a község két buszváróját is. Ebben a ciklusban alakult meg a Nyugdíjas Klub, mely működéséhez jelentős támogatást kapott. A falu bejáratánál új buszvárót építettek; a sorozatos betörések ellen riasztórendszerrel láttak el minden intézményt, a kultúrházat, orvosi rendelőt és a körjegyzőség épületét, több helyen pedig új közvilágítási lámpákat szereltek fel. Több járdaszakasz épült és elkészült ebben a ciklusban saját költségből a kultúrház melletti új vizesblokk is.
Az 1998-as választás alkalmával a polgármester személye nem változott, egyedüli indulóként ismét dr. Szentirmayné Kiss Mária a község első embere. A képviselő-testület elhatározta, hogy az önkormányzat anyagi helyzetét is javítva, új lakótelkeket alakít ki, igazodva ezzel a kormányprogramhoz, mely a fiatal házasok lakásépítését támogatja és kedvező hitellehetőségeket kínált.
A sportpálya melletti nagykozári ingatlantulajdonosok földjét közös megegyezés szerint megvásárolta és ezzel elkezdődött, illetve folytatódott az a program és terv, mellyel a falufejlesztés volt a cél: az életkor átlagát javítani, megtölteni gyerekekkel a 60 fős óvodát. Mindezzel biztosítva a helyi embereknek a foglalkoztatását, valamint a beköltözők gyerekeinek megadva ezzel azt a lehetőséget, hogy helyben maradjanak iskolás korukig.
Az északkeleti lakóparkban első ütemben 74 lakótelket alakítottak ki, melyek igen rövid idő alatt el is keltek, és 2002 decemberében már két ottani új házban karácsonyt ünnepelhettek a lakók, és ott köszönthették az új évet. Ezt a telektömböt később sikerült kibővíteni először 3, majd még 4 telekkel, melyek ehhez a területhez szorosan csatlakoztak.
Ebben a ciklusban még az alábbi fejlesztések történtek: lecserélték a buszvárókat egy korszerűbb és szebb formára, elkészültek az új hirdetőtáblák és szeméttartók (fából). Még a ciklus elején a Közútkezelő Kht.-vel közösen átalakították a falu főterét, mert járhatatlan volt. Megvették a tsz volt szörpüzemének irodaépületét, hogy abban faluházat alakítsanak ki. Az időskorúak otthonában kívül-belül teljes festést, mázolást végeztek, ismét 2-3 járattal bővült a távolsági buszjáratok száma, aszfaltburkolatot kapott a temető bejárata, valamint a kultúrház és orvosi rendelő bejárata és terasza, valamint a kultúrház külső festése is megtörtént.
Magyarsarlós község 13%-os tulajdoni hányada a polgármesteri hivatal és körjegyzőség épületére vétel jogcímén megszűnt, így most a korábbi 4 tulajdonos helyett egyedüli lett a község: ezzel megkezdődött az épületnek a külső és belső rész teljes felújítása 2 évi részletben, melyhez 70%-os támogatást kapott a falu a Baranya Megyei Területfejlesztési Tanácshoz benyújtott CÉDE pályázatán.
A község lehetőséget kapott több önkormányzathoz hasonlóan a falu közvilágításának korszerűsítésére, a lámpák lecserélésére 5 éves részletben, melyet az önkormányzat fel is vállalt és a csere meg is történt. Minden évben saját költségből a falu utcáit kátyúzzák, 1-2 esetben felületi zárást is kaptak.

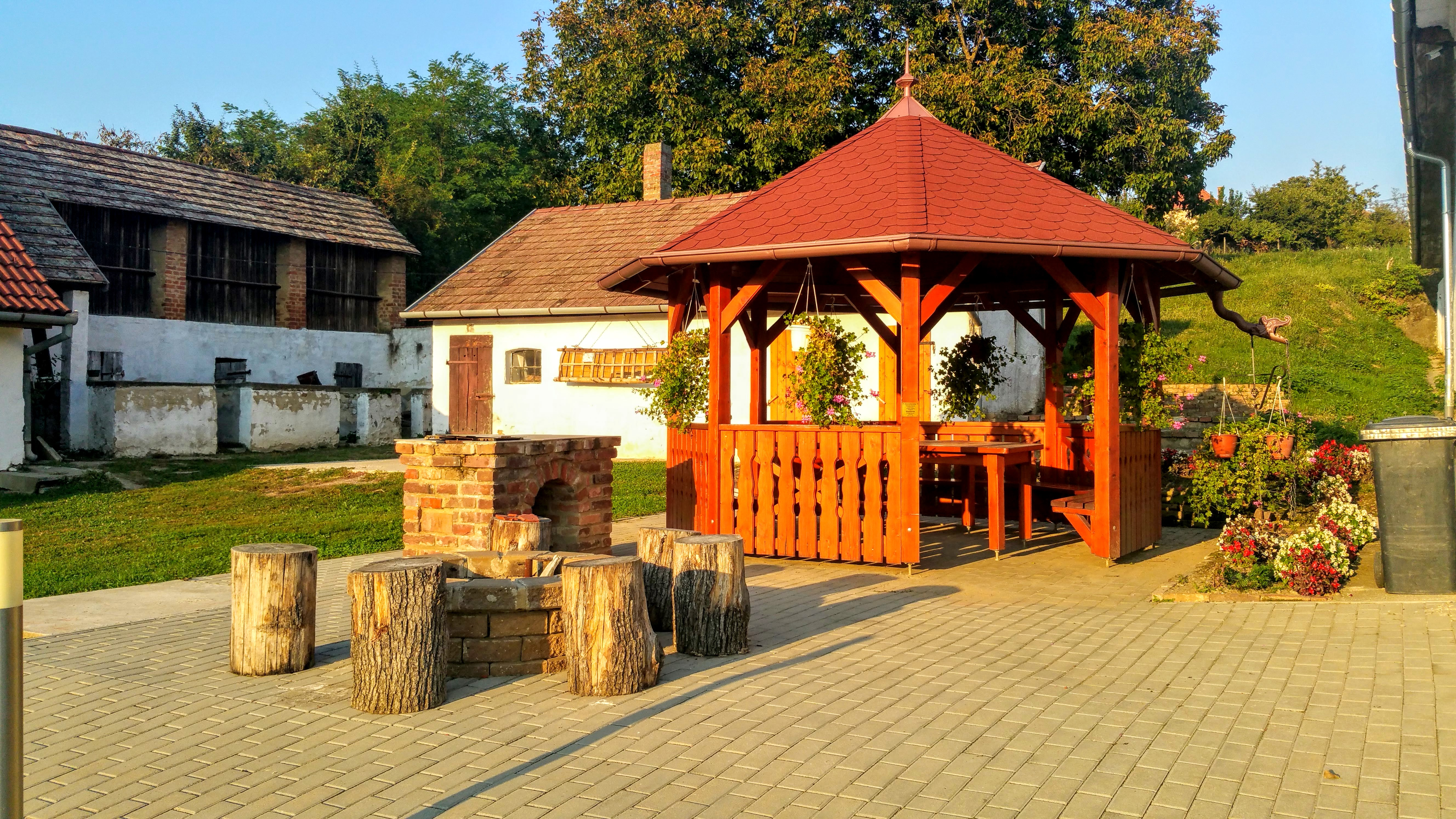
Közösségi tér a kultúrház mellett

Ebben a ciklusban 2 igen aktív nagykozári ingatlantulajdonos: Milos Attila és Kertész András szervezésében a riticsi szőlősgazdák által biztosított önrész összeadásával kiépült a villanyhálózat a zártkertben, melyhez az önkormányzat pályázati úton biztosította a bekerülési költség 30%-át és felvállalta a tervek elkészítésének költségét. Elkészült önkormányzati szervezésben és a dolinai gazdák önrészével a dolinai zártkert villamosítása is. Pályázat útján felújították a szörpüzemi irodaház tetőszerkezetét, és támogatást kapott az egyház a falu templomának teljes tetőszerkezet-felújításához is.
Minden évben rendezik az illegális szemétlerakó területét és környékét. Az előző ciklusban elkezdett faluszépítést tovább folytatva minden évben a közterületek virágosítása, parkosítása a cél. Pályázaton nyert pénzből 3 évi részletben történt, illetve áthúzódóan történik meg az új lakótelepek utcáinak fásítása. Teljes felújítás, festés-mázolás volt a ravatalozónál és a hozzá tartozó vizesblokknál, valamint a mérlegház épületénél.
Még ebben a ciklusban folytatódott az északnyugati lakótelep kialakítása az újhegyi út mellett egy vállalkozó cég kezdeményezése alapján. A lakosság létszáma ez időben már 1300 lélekszám feletti volt.
2002-ben a következő 4 éves ciklusra a választópolgárok 4 polgármesterjelölt közül a volt polgármestert, dr. Szentirmayné Kiss Máriát választották meg a községben.
Az önkormányzat 1996-ban könyv formájában megjelentette Nagykozár község története címmel a település történeti monográfiáját.
2001-ben lakosságának 3,7%-a német, 3,4%-a horvát nemzetiségűnek vallotta magát.

## Közélete

### Polgármesterei
- 1990–1994: Bakonyi János (független)[4]
- 1994–1998: Dr. Szentirmayné Kiss Mária (független)[5]
- 1998–2002: Dr. Szentirmayné Kiss Mária (független)[6]
- 2002–2006: Dr. Szentirmayné Kiss Mária (független)[7]
- 2006–2010: Dr. Szentirmayné Kiss Mária (független)[8]
- 2010–2014: Dr. Szentirmayné Kiss Mária (független)[9]
- 2014–2019: Selmeczi György (független)[10]
- 2019–2024: Selmeczi György (független)[11]
- 2024– : Radivojevics Dávid (független)[1]

## Népesség
A település népességének változása:
| Lakosok száma | 1948 | 1949 | 1961 | 1995 | 2003 | 2037 | 1984 | 1998 |
|               | 2013 | 2014 | 2015 | 2019 | 2021 | 2022 | 2023 | 2024 |

A 2011-es népszámlálás során a lakosok 84,7%-a magyarnak, 0,3% cigánynak, 0,2% görögnek, 4,6% horvátnak, 6,5% németnek mondta magát (15,3% nem nyilatkozott; a kettős identitások miatt a végösszeg nagyobb lehet 100%-nál). A vallási megoszlás a következő volt: római katolikus 42,8%, református 5,5%, evangélikus 1,4%, görögkatolikus 0,8%, felekezeten kívüli 20,8% (26,3% nem nyilatkozott).
2022-ben a lakosság 93,2%-a vallotta magát magyarnak, 6,8% németnek, 3,1% horvátnak, 0,5% cigánynak, 0,1% ukránnak, 0,1% szlováknak, 4,2% egyéb, nem hazai nemzetiségűnek (6,4% nem nyilatkozott; a kettős identitások miatt a végösszeg nagyobb lehet 100%-nál). Vallásuk szerint 30% volt római katolikus, 4,3% református, 0,9% evangélikus, 0,8% görög katolikus, 1,8% egyéb keresztény, 1,1% egyéb katolikus, 16,3% felekezeten kívüli (44,4% nem válaszolt).

## Nevezetességei
- Mária-szobor a templom előtt.
- Az országban egyedül a Nagykozári Önkormányzat épülete előtt és mögött is található egy forrás.